# Liga Nacional de Nueva Zelanda 1970
La Liga Nacional de Nueva Zelanda 1970 fue la primera edición de la antigua primera división del país. Estuvo compuesta por ocho equipos, de los cuales tres pertenecían a la Northern League, cuatro a la Central League y uno a la Southern League. Finalmente el torneo fue conquistado por el Blockhouse Bay que aunque igualó en unidades con el Eastern Suburbs, poseía mayor diferencia de gol.

## Equipos participantes
| Equipo                      | Ciudad       | Liga            |
| --------------------------- | ------------ | --------------- |
| University-Mount Wellington | Auckland     | Northern League |
| Eastern Suburbs             | Auckland     | Northern League |
| Blockhouse Bay              | Auckland     | Northern League |
| Western Suburbs             | Porirua      | Central League  |
| Stop Out                    | Lower Hutt   | Central League  |
| Gisborne City               | Gisborne     | Central League  |
| Wellington United           | Wellington   | Central League  |
| Christchurch United         | Christchurch | Southern League |

## Clasificación
| Pos | Equipo                      | PJ | G  | E | P  | GF | GC | Dif | Pts |
| --- | --------------------------- | -- | -- | - | -- | -- | -- | --- | --- |
| 1   | Blockhouse Bay              | 14 | 10 | 2 | 2  | 40 | 16 | 24  | 22  |
| 2   | Eastern Suburbs             | 14 | 10 | 2 | 2  | 33 | 17 | 13  | 22  |
| 3   | Christchurch United         | 14 | 9  | 2 | 3  | 40 | 26 | 14  | 20  |
| 4   | University-Mount Wellington | 14 | 7  | 3 | 4  | 35 | 33 | 2   | 17  |
| 5   | Stop Out                    | 14 | 4  | 2 | 8  | 25 | 28 | -5  | 10  |
| 6   | Gisborne City               | 14 | 3  | 3 | 8  | 22 | 31 | -9  | 9   |
| 7   | Wellington United           | 14 | 3  | 3 | 8  | 24 | 36 | -12 | 9   |
| 8   | Western Suburbs             | 14 | 1  | 1 | 12 | 18 | 40 | -22 | 3   |

J: partidos jugados; G: partidos ganados; E: partidos empatados; P: partidos perdidos; GF: goles a favor;
 GC: goles en contra; DG: diferencia de goles; Pts: puntos
| Bandera de Nueva Zelanda         |
| Campeón Blockhouse Bay 1º título |